# Namala Guimba
Namala Guimba is een gemeente (commune) in de regio Kayes in Mali. De gemeente telt 12.000 inwoners (2009).
De gemeente bestaat uit de volgende plaatsen:
- Bambala
- Bangassikoto
- Barabala
- Kobocotoni
- Madina
- Manakoto
- Moussala
- Namala (hoofdplaats)
- Ségafina
- Traoréla